# 贾戈里县
贾戈里(波斯語：‎  ），阿富汗加兹尼省主要县份之一，位于哈扎拉贾特（哈扎拉人聚居区）南部高地处的阿尔甘达河河谷地区，面积1855平方千米。2015年，其人口约56万。其首府Sange e-Masha是其商业中心，其余商业中心则在Ghojor及Anguri。因移民工人是其主要收入来源，贾戈里十分依赖农业。其气候干燥，属大陆性气候，冬季寒冷并会下雪，夏季温度则可达到25至38摄氏度。